# Mittelbrunn

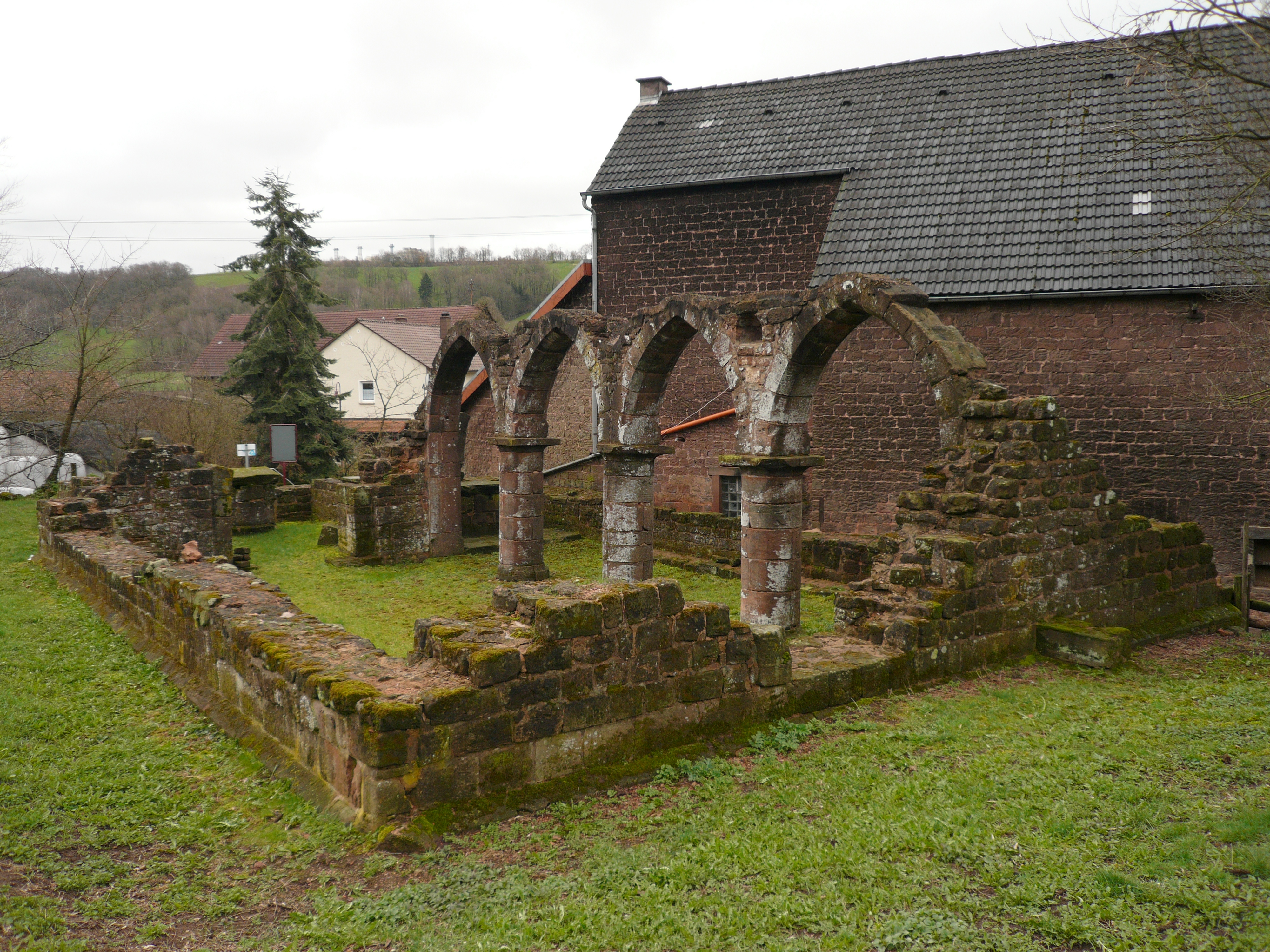
Die Reste der mittelalterlichen Verenakapelle

Mittelbrunn ist eine Ortsgemeinde im Landkreis Kaiserslautern in Rheinland-Pfalz. Sie gehört der Verbandsgemeinde Landstuhl an.

## Geographie

### Lage
Mittelbrunn liegt mitten auf der Sickinger Höhe 17 km südwestlich von Kaiserslautern. Zur Gemeinde gehören zusätzlich die Wohnplätze Mittelbrunnermühle und Mühlbergerhof.

### Erhebungen und Gewässer
Im Osten der Gemarkung an der Grenze zu Mittelbrunn erstreckt sich der Schachenberg (442 m) und im Norden der Klaffenberg (420 m). An der Grenze zu Landstuhl erstreckt sich der Hörnchenberg. Vor Ort entspringt die Wallhalb, die in ihrem Oberlauf als Stuhlbach bezeichnet wird.

## Geschichte

### Mittelalter
Die erste urkundliche Erwähnung der Gemeinde Mittelbrunn datiert aus dem Jahr 1230, als ein Ritter Volmar nach seinen Besitzungen oder nach seiner Herkunft den Namen „von Mittelburn“ angenommen hatte. Die tatsächliche Entstehung des Ortes liegt jedoch weiter zurück.
Zeugnisse ältesten menschlichen Lebens sind zum einen der als „Langenstein“ bezeichnete Menhir, eine Wegmarkierung einer Höhenstraße aus ältester noch vorrömischer Zeit. Zudem ist der Höhenweg ein weiteres Zeugnis ältester menschlicher Besiedlung. Hinzu kommt der sogenannte „Stuhl“, nach verschiedenen Forschungsergebnissen eine fränkische Hundertschaftsdingstatt.
Um das Jahr 1160 entstand in Landstuhl die Burg Nanstein. Mittelbrunn gehörte von Anfang an zu dem daraus neugebildeten Amt Nanstein. Im weiteren Verlauf der Geschichte diente Mittelbrunn wiederholt als Pfandobjekt adliger Herren. So wurde es unter anderem im Jahr 1402 an die Abtei Wörschweiler verpfändet. Im Jahr 1484 verkaufte der Junker Walter Blick von Lichtenberg seinen Anteil am Dorf an den Ritter Schweickard von Sickingen. Sein Anteil betrug jedoch nur ein Sechstel, da die Teilung von Dörfern in verschiedene Herrschaftsgebiete in der damaligen Zeit durchaus üblich war. Weitere Teilbesitzer Mittelbrunns waren unter anderem Herzog Ludwig I. von Zweibrücken und Hartmann Bayer von Boppard. Zeitweise befand sich auch die Hälfte des Ortes im Besitz der Herren von Oberstein. Dieser Teil Mittelbrunns wurde im Jahr 1516 an das Deutschordenskommende Maria Einsiedel verpfändet. Der bekannte Ritter Franz von Sickingen besaß zu dieser Zeit ebenfalls ein Sechstel am Dorf. Erst im Jahr 1589 gelangte Mittelbrunn dann als Ganzes zur Herrschaft Landstuhl im Besitz der Sickinger.

### Neuzeit
Im Dreißigjährigen Krieg waren die Häuser in Mittelbrunn wie in allen Ortschaften der Westpfalz verödet oder waren verbrannt, ihre Bewohner in Not und Elend umgekommen, nur wenige retteten sich durch Flucht.
In den Jahren 1670 bis 1680 sind wieder die Familien Feick, Gerhard, Heintz und Stahl in Mittelbrunn ansässig, Namen, die schon früher hier vertreten waren.
Die zweite Hälfte des 17. Jahrhunderts war geprägt von stetiger Aufwärtsentwicklung unter sickingscher Oberhoheit. Hinzu traten immer wieder konfessionelle Reibereien zwischen Katholiken und Protestanten.
Von 1798 bis 1814, als die Pfalz Teil der Französischen Republik (bis 1804) und anschließend Teil des Napoleonischen Kaiserreichs war, war Mittelbrunn in den Kanton Landstuhl im Departement Donnersberg eingegliedert und unterstand der Mairie Gerhardsbrunn.
Aufgrund der auf dem Wiener Kongress getroffenen Vereinbarungen kam das Gebiet im Juni 1815 zunächst zu Österreich und wurde 1816 auf der Grundlage eines Staatsvertrags an das Königreich Bayern abgetreten. Unter der bayerischen Verwaltung gehörte Mittelbrunn von 1817 an zum Landkommissariat Homburg im Rheinkreis, ab 1862 zum Bezirksamt Homburg. Da ein Teil des Bezirksamts – einschließlich Homburg selbst – 1920 dem neu geschaffenen Saargebiet zugeschlagen wurde, wechselte der Ort ins Bezirksamt Kaiserslautern und wurde bis 1938 von einer in Landstuhl ansässigen Bezirksamtsaußenstelle verwaltet.
Seit 1939 ist die Gemeinde Bestandteil des Landkreises Kaiserslautern. Nach dem Zweiten Weltkrieg wurde Mittelbrunn innerhalb der französischen Besatzungszone Teil des damals neu gebildeten Landes Rheinland-Pfalz sowie des Regierungsbezirks Pfalz. Im Zuge der ersten rheinland-pfälzischen Verwaltungsreform wurde der Ort 1972 in die neu geschaffene Verbandsgemeinde Landstuhl eingegliedert.

## Bevölkerung

### Einwohnerentwicklung
Die Entwicklung der Einwohnerzahl von Mittelbrunn, die Werte von 1871 bis 1987 beruhen auf Volkszählungen:
| Jahr | Einwohner |
| ---- | --------- |
| 1815 | 180       |
| 1835 | 370       |
| 1871 | 442       |
| 1905 | 456       |
| 1939 | 515       |
| 1950 | 619       |
| 1961 | 603       |

| Jahr | Einwohner |
| ---- | --------- |
| 1970 | 642       |
| 1987 | 575       |
| 1997 | 675       |
| 2005 | 706       |
| 2011 | 662       |
| 2017 | 705       |
| 2023 | 729       |

### Religion
Im 15. Jahrhundert bildete der Ort eine Filiale der in Landstuhl ansässigen St.-Andreas-Pfarrei. Nach der im Rahmen der französischen Reunionspolitik erfolgten Besatzung durch französische Truppen wurden die Rechte der Protestanten stark eingeengt. So gab es 1692 einen Erlass, dass alle Ehen zwischen Protestanten und Katholiken katholisch getraut und alle Kinder aus solchen katholisch getauft werden müssten. Als nach dem Frieden von Ryswick im Jahr 1697 die Franzosen wieder abrücken mussten, haben die Herren von Sickingen alle die Religion betreffenden Bestimmungen übernommen und sogar noch verschärft. Den Evangelischen wurde jede öffentliche Religionsübung untersagt, evangelische Geistliche durften Mittelbrunn nicht mehr betreten. Dieser Zustand führte zu immer lauterem Protest der ansässigen Protestanten. Nach zahlreichen Beschwerdeschriften an die Vertretung der protestantischen Reichsstände beim Reichsregiment in Regensburg kam es schließlich im Jahr 1790 zu einer Einigung mit den Herren von Sickingen. Mittelbrunn wurde Sitz eines lutherischen Pfarrers für das sogenannte Kleingericht.

## Politik

### Gemeinderat
Der Gemeinderat in Mittelbrunn besteht aus zwölf Ratsmitgliedern, die bei der Kommunalwahl am 9. Juni 2024 in einer personalisierten Verhältniswahl gewählt wurden, und dem ehrenamtlichen Ortsbürgermeister als Vorsitzendem.
Die Sitzverteilung im Gemeinderat:
| Wahl | SPD | CDU | FWG | Gesamt   |
| ---- | --- | --- | --- | -------- |
| 2024 | 1   | 5   | 6   | 12 Sitze |
| 2019 | 2   | 5   | 5   | 12 Sitze |
| 2014 | 4   | 8   | –   | 12 Sitze |
| 2009 | 3   | 6   | 3   | 12 Sitze |
| 2004 | 3   | 7   | 2   | 12 Sitze |

### Bürgermeister
Walter Altherr (CDU) ist seit 1978 Ortsbürgermeister von Mittelbrunn. Bei der Direktwahl am 26. Mai 2019 wurde er mit einem Stimmenanteil von 66,17 % und am 9. Juni 2024 als einziger Bewerber mit 75,4 % für jeweils fünf Jahre wiedergewählt.

### Wappen
| Wappen von Mittelbrunn | Blasonierung: „Über halbrund gemauertem rotem Steinbrunnen mit fließendem blauem Wasser als Schildfuß, von Schwarz und Silber gespalten, rechts fünf silberne Bollen 2:1:2, links ein durchgehendes schwarzes Kreuz.“ |
| Wappen von Mittelbrunn | Wappenbegründung: Die Bollen erinnern an die ehemaligen Ortsherren, die Herren von Sickingen. Es wurde 1960 vom Mainzer Innenministerium genehmigt.                                                                   |

### Partnergemeinden
Seit 1980 besteht eine Partnerschaft zur französischen Gemeinde Saint-Désir in der Normandie. Im jährlichen Wechsel finden jeweils am Pfingstwochenende gegenseitige Besuchsfahrten statt.

## Kultur und Sehenswürdigkeiten

### Kulturdenkmäler
Vor Ort befinden sich insgesamt zwölf Objekte, die unter Denkmalschutz stehen, darunter der Menhir von Mittelbrunn.

### Sport
Dem Fußballsport verschrieben hat sich der 1946 gegründete 1. FC Mittelbrunn. Der Verein verfügt mit seinem Rasenplatz „In der Finsterdell“ nebst dazugehörigem Sportheim über eine der landschaftlich reizvollsten Sportanlagen der Region. Größter Erfolg des Vereins war die Meisterschaft in der B-Klasse Kaiserslautern mit dem damit verbundenen Aufstieg in die A-Klasse im Jahr 1979.

### Regelmäßige Veranstaltungen
Wie im süddeutschen Raum üblich, feiert auch Mittelbrunn alljährlich eine Kerwe. Der feste Termin hierfür ist immer das erste Wochenende im September. Darüber hinaus finden während des gesamten Jahres zahlreiche weitere Feste und Veranstaltungen der örtlichen Vereine statt. Höhepunkte hierbei sind der vom 30. April auf den 1. Mai stattfindende „Tanz in den Mai“ in der Landmaschinenhalle sowie das am letzten Wochenende im Juli gefeierte „Schnapsbrennerfest“ im Herzen des Dorfes.

## Wirtschaft und Infrastruktur

### Wirtschaft
Durch das Gemeindegebiet führt die Mittel-Europäische Gasleitung.

### Verkehr
Die Gemeinde ist durch die Bundesautobahn 62 (Anschlussstelle: Landstuhl-Atzel) an das Autobahnnetz angebunden. Mitten durch den Ort verläuft die Landesstraße 469. Die von ihr abzweigende Kreisstraße 66 schafft eine Verbindung nach Langwieden. Der Öffentliche Nahverkehr ist in den Verkehrsverbund Rhein-Neckar integriert. Nächstgelegene Bahnstation ist Landstuhl.

### Tourismus
Durch Mittelbrunn verläuft der Mühlenweg.

## Persönlichkeiten

### Söhne und Töchter der Gemeinde
- Theo Gries (* 1961), Fußballspieler

### Personen, die vor Ort gewirkt haben
- Johann Schiller (1812–1886); Theologe, trat 1843 in Mittelbrunn seine erste Pfarrstelle an